# Maping (köpinghuvudort i Kina, Hubei Sheng, lat 31,60, long 113,55)
Maping är en köpinghuvudort i Kina. Den ligger i provinsen Hubei, i den centrala delen av landet, omkring 130 kilometer nordväst om provinshuvudstaden Wuhan. Antalet invånare är 31 221. Befolkningen består av 15 608 kvinnor och 15 613 män. Barn under 15 år utgör 14,0 %, vuxna 15-64 år 74 %, och äldre över 65 år 10,0 %.
Runt Maping är det tätbefolkat, med 356 invånare per kvadratkilometer. Närmaste större samhälle är Xihe, 12,4 km nordväst om Maping. I omgivningarna runt Maping växer i huvudsak barrskog.
Genomsnittlig årsnederbörd är 1 211 millimeter. Den regnigaste månaden är augusti, med i genomsnitt 187 mm nederbörd, och den torraste är december, med 12 mm nederbörd.